# A Mary Christmas
A Mary Christmas è l'undicesimo album discografico in studio e il primo album natalizio della cantante statunitense R&B Mary J. Blige, pubblicato nell'ottobre 2013.

## Descrizione
Nel giugno 2013 Blige racconta che stava lavorando ad un album di Natale, in un'intervista con Charleston Scene. In quell'intervista, Blige ha rivelato che gli artisti presenti nel disco sarebbero stati Jessie J, Marc Anthony e Barbra Streisand, con cui anticipa duetterà in una versione jazz di When You Wish Upon a Star.
Il progetto vede per la prima volta la cantante collaborare con David Foster, produttore degli album natalizi di successo internazionale di Michael Bublé, Rod Stewart, Andrea Bocelli e Céline Dion.

La cantante ha raccontato in un'intervista per The Source:
«C'è qualcosa nella musica natalizia che ti riporta indietro ai tuoi ricordi d'infanzia e alla tua vita, ed è in questa visione cha abbiamo canalizzato le nostre energie. [...] Ciò che ammiro di David è che è in grado di dare agli artisti pop, agli artisti R&B, a qualsiasi tipo di artista, qualsiasi cosa sia nel loro mondo. È in grado di collaborare con te per darti questo senza toglierti nulla. Ti viene incontro e ti sostiene, è questo che mi piace di lui»

## Accoglienza
Eric Henderson di Slant Magazine riporta che Mary J. Blige sia l'artista giusta «per coloro che si crogiolano nelle sfumature agrodolci della stagione invernale; [...] Blige può scavare nel pozzo senza fine della drammaticità natalizia», rispetto alla gioiosa Mariah Carey. Henderson resta tuttavia deluso dalla produzione musicale poiché «pochissime tracce offrono il climax emotivo che gli ascoltatori si aspettano sia dalla Blige che dalla musica natalizia».
Tim Jonze, recensendo il progetto discografico per The Guardian, ha dato all'album 2 stelle, paragonando la formula utilizzata da Foster simile a quella usata dai concorrenti di The X Factor per fare un album di Natale dopo la vittoria. Della stessa opinione è Randy Lewis del Los Angeles Times, che critica la sovrapproduzione dell'album, affermando che questa ha reso le canzoni molto opprimenti.

## Tracce
1. Little Drummer Boy – 4:09 (Katherine Kennicott Davis)
2. Have Yourself a Merry Little Christmas – 4:37 (Hugh Martin)
3. My Favorite Things – 3:51 (Oscar Hammerstein II)
4. This Christmas – 3:18 (Nadine McKinnor, Donny Pitts)
5. The Christmas Song (Chestnuts Roasting on an Open Fire) – 3:53 (Mel Tormé, Bob Wells)
6. Rudolph, the Red-Nosed Reindeer – 2:27 (Johnny Marks)
7. When You Wish Upon a Star (feat. Barbra Streisand & Chris Botti) – 3:42 (Leigh Harline, Ned Washington)
8. Mary, Did You Know – 3:48 (Mark Lowry)
9. Do You Hear What I Hear? (feat. Jessie J) – 4:19 (Noël Regney)
10. Petit Papa Noel – 3:57 (Raymond Vincy, Henri Martinet)
11. The First Noel (feat. The Clark Sisters) – 4:24
12. Noche De Paz (Silent Night) (feat. Marc Anthony) – 3:28 (Joseph Mohr)

## Successo commerciale
A Mary Christmas è divenuto il 12º album della Blige ad entrare nella top10 della Billboard 200, oltre ad esordire alla seconda posizione della Top R&B/Hip-Hop Albums e prima della Top Holiday Albums. L'album è stato il terzo progetto di musica natalizia più venduto negli Stati Uniti nel 2013, ricevendo nel 2014 la certificazione di disco d'oro dalla RIAA per aver venduto oltre 500 000 copie.

## Classifiche
| Classifica (2014)                    | Posizione massima |
| ------------------------------------ | ----------------- |
| Irlanda                              | 62                |
| Paesi Bassi                          | 96                |
| Regno Unito                          | 28                |
| Stati Uniti                          | 10                |
| Stati Uniti - Top Holiday Albums     | 2                 |
| Stati Uniti - Top R&B/Hip-Hop Albums | 1                 |
| Svezia                               | 34                |